# President d'Hondures
El president és el Cap d'Estat i Cap de Govern d'Hondures. Aquesta és la llista dels presidents d'Hondures des de l'any 1839.

## Presidents durant elseglexix
| #                      | President              | President                                           | Començament                                                                                               | Final                                                                                                | Partit                 | Naixement-Mort         |
| Presidents (1839-1889) | Presidents (1839-1889) | Presidents (1839-1889)                              | Presidents (1839-1889)                                                                                    | Presidents (1839-1889)                                                                               | Presidents (1839-1889) | Presidents (1839-1889) |
| ---------------------- | ---------------------- | --------------------------------------------------- | --- | --- | ---------------------- | ---------------------- |
| 1                      |                        | José Francisco Zelaya y Ayes                        | 21 de setembre de 1839                                                                                    | 1 de gener de 1841                                                                                   | Liberal                | (n. 1798 - m. 1848)    |
| 2                      |                        | Francisco Ferrera                                   | 1 de gener de 1841 23 de febrer de 1843                                                                   | - 31 de desembre de 1842 - 31 de desembre de 1844                                                    | Conservador            | (n. 1794 - m. 1851)    |
| 3                      |                        | Consell de Ministres                                | 1 de gener de 1843                                                                                        | 8 de gener de 1845                                                                                   | Conservador/Liberal    | Conservador/Liberal    |
| 4                      |                        | Coronado Chávez                                     | 8 de gener de 1845                                                                                        | 1 de gener de 1847                                                                                   | Conservador            | (n. 1866 - m. 1926)    |
| 5                      |                        | Juan Lindo                                          | 12 de febrer de 1847                                                                                      | 1 de febrer de 1852                                                                                  | Conservador            | (n. 1790 - m. 1857)    |
| -                      |                        | José Francisco Gómez y Argüelles                    | 1 de febrer de 1852                                                                                       | 1 de març de 1852                                                                                    | militar                | (n.? - m. 1854)        |
| 6                      |                        | José Trinidad Cabañas                               | 1 de març de 1852                                                                                         | 18 d'octubre de 1855                                                                                 | Liberal                | (n. 1805 - m. 1871)    |
| 20                     |                        | José Santiago Bueso Soto                            | 18 d'octubre de 1855                                                                                      | 8 de novembre de 1855                                                                                | Liberal                | (n.- m.)               |
| 20                     |                        | Francisco de Aguilar                                | 8 de novembre de 1855                                                                                     | 17 de febrer de 1856                                                                                 | Liberal                | (n. 1810- m.?)         |
| 20                     |                        | José Santos Guardiola                               | 17 de febrer de 1856                                                                                      | 11 de gener de 1862                                                                                  | Conservador            | (n. 1816- m. 1862)     |
| 7                      |                        | José Francisco Montes Fonseca                       | 11 de gener de 1862 11 de desembre de 1862                                                                | - 4 de febrer de 1862 7 de setembre de 1863                                                          | Conservador            | (n. 1830 - m. 1888)    |
| 8                      |                        | Victoriano Castellanos Cortés                       | 4 de febrer de 1862 -                                                                                     | 11 de desembre de 1862                                                                               | Conservador            | (n. 1795 - m. 1862)    |
| 9                      |                        | José María Medina                                   | 7 de setembre de 1863 29 de setembre de 1865 15 de març de 1864 16 de desembre de 1875 12 d'agost de 1876 | 31 de desembre de 1863 1 de febrer de 1866 26 de juliol de 1872 8 de juny de 1876 27 d'agost de 1876 | Conservador            | (n. 1826 - m. 1878)    |
| 10                     |                        | Francisco Inestroza                                 | 31 de desembre de 1863                                                                                    | 15 de març de 1864                                                                                   | Conservador            | (n. - m.)              |
| 11                     |                        | Florencio Xatruch                                   | 26 de març de 1871                                                                                        | 17 de maig de 1871                                                                                   | militar                | (n. 1811 - m. 1893)    |
| 12                     |                        | Carlos Céleo Arias Lópe                             | 26 de juliol de 1872                                                                                      | 13 de gener de 1874                                                                                  | Liberal                | (n.1835 - m.1890)      |
| 13                     |                        | Ponciano Leiva Madrid                               | 13 de gener de 1874 30 de novembre de 1891                                                                | 8 de juny de 1876 7 d'agost de 1893                                                                  | Conservador            | (n. 1821 - m. 1896)    |
| 14                     |                        | Període del govern provisional Consell de Ministres | 8 de juny de 1876                                                                                         | 12 d'agost de 1876                                                                                   | Conservador/Liberal    | Conservador/Liberal    |
| 15                     |                        | Marco Aurelio Soto                                  | 27 d'agost de 1876                                                                                        | 19 d'octubre de 1883                                                                                 | Liberal                | (n.1846- m.1908)       |
| 16                     |                        | Consell de Ministres                                | 19 d'octubre de 1883                                                                                      | 30 de novembre de 1883                                                                               | Conservador/Liberal    | Conservador/Liberal    |
| 17                     |                        | Luis Bográn Barahona                                | 30 de novembre de 1883                                                                                    | 30 de novembre de 1891                                                                               | Liberal                | (n. 1849 - m. 1895)    |
| 18                     |                        | Ponciano Leiva Madrid                               | 30 de novembre de 1891 7 d'agost de 1893                                                                  | 8 de juny de 1876 7 d'agost de 1893                                                                  | Conservador            | (n. 1821 - m. 1896)    |
| 19                     |                        | Domingo Vásquez                                     | 7 d'agost de 1893                                                                                         | 22 de febrer de 1894                                                                                 | Conservador            | (n.1846. - m.1909)     |
| 20                     |                        | Policarpo Bonilla                                   | 22 de febrer de 1894                                                                                      | 1 de febrer de 1899                                                                                  | Liberal                | (n. 1858 - m. 1926)    |

## Presidents durant el segle XX
| #                      | President              | President                    | Començament                                               | Final                                                          | Partit                 | Naixement-Mort         |
| Presidents (1899-1982) | Presidents (1899-1982) | Presidents (1899-1982)       | Presidents (1899-1982)                                    | Presidents (1899-1982)                                         | Presidents (1899-1982) | Presidents (1899-1982) |
| ---------------------- | ---------------------- | ---------------------------- | --------------------------------------------------------- | -------------------------------------------------------------- | ---------------------- | ---------------------- |
| 1                      |                        | Terencio Sierra              | 1 de febrer de 1899                                       | 1 de febrer de 1903                                            | Liberal                | (n. 1839 - m. 1907)    |
| 2                      |                        | Manuel Bonilla               | 13 d'abril de 1903 1 de febrer de 1912                    | - 25 de febrer de 1907 21 de març de 1913                      | Conservador            | (n. 1849 - m. 1913)    |
| 3                      |                        | Miguel Rafael Dávila Cuéllar | 18 d'abril de 1907                                        | 28 de març de 1911                                             | Liberal                | (n. 1856 - m. 1927)    |
| 4                      |                        | Francisco Bertrand Barahona  | 28 de març de 1911 21 de març de 1913 1 de febrer de 1915 | 1 de febrer de 1912 28 de juliol de 1915 9 de setembre de 1919 | Conservador            | (n. 1866 - m. 1926)    |
| 5                      |                        | Alberto de Jesús Membreño    | 28 de juliol de 1915                                      | 1 de febrer de 1916                                            | Conservador            | (n. 1859 - m. 1921)    |
| 6                      |                        | Vicente Mejía Colindres      | 16 de setembre de 1919 1 de febrer de 1929                | 5 d'octubre de 1919 1 de febrer de 1933                        | Liberal                | (n. 1878 - m. 1966)    |
| 7                      |                        | Francisco Bográn Barahona    | 5 d'octubre de 1919                                       | 1 de febrer de 1920                                            | Liberal                | (n. - m. 1926)         |
| 8                      |                        | Rafael López Gutiérrez       | 1 de febrer de 1920                                       | 10 de març de 1924                                             | Liberal                | (n. 1855 - m. 1924)    |
| 9                      |                        | Consell de Ministres         | 10 de març de 1924                                        | 30 d'abril de 1924                                             | ministres              | ministres              |
| 10                     |                        | Vicente Tosta                | 30 d'abril de 1924                                        | 1 de febrer de 1925                                            | Liberal                | (n. 1886 - m. 1930)    |
| 11                     |                        | Miguel Paz Barahona          | 1 de febrer de 1925                                       | 1 de febrer de 1929                                            | Nacional               | (n. 1863 - m. 1937)    |
| 12                     |                        | Tiburcio Carías Andino       | 1 de febrer de 1933                                       | 1 de gener de 1949                                             | Nacional               | (n. 1876 - m. 1969)    |
| 13                     |                        | Juan Manuel Gálvez           | 1 de gener de 1949                                        | 5 de desembre de 1954                                          | Nacional               | (n. 1887 - m. 1972)    |
| 14                     |                        | Julio Lozano Díaz            | 5 de desembre de 1954                                     | 21 d'octubre de 1956                                           | Nacional               | (n. 1885 - m. 1957)    |
| 15                     |                        | Junta Militar                | 21 d'octubre de 1956                                      | 21 de desembre de 1957                                         | militar                | militar                |
| 16                     |                        | Ramón Villeda Morales        | 21 de desembre de 1957                                    | 3 d'octubre de 1963                                            | Liberal                | (n. 1908 - m. 1971)    |
| 17                     |                        | Oswaldo López Arellano       | 3 d'octubre de 1963 4 de desembre de 1972                 | 6 de juny de 1971 22 d'abril de 1975                           | militar                | (n. 1921 - m. 2010)    |
| 18                     |                        | Ramón Ernesto Cruz Uclés     | 6 de juny de 1971                                         | 4 de desembre de 1972                                          | Nacional               | (n. 1903 - m. 1985)    |
| 19                     |                        | Juan Alberto Melgar Castro   | 22 d'abril de 1975                                        | 7 d'agost de 1978                                              | militar                | (n. 1930 - m. 1987)    |
| 20                     |                        | Policarpo Paz García         | 7 d'agost de 1978                                         | 27 de gener de 1982                                            | militar                | (n. 1932 - m. 2000)    |

## Presidents després de la constitució de 1982
Segons la constitució d'Hondures de 1982, les eleccions per President de la República es faran a cada 4 anys, mitjançant vot o sufragi universal i secret. Celebrades les eleccions el Congrés Nacional (Poder Legislatiu) o la Cort Suprema de Justícia (Poder Judicial) declararan el guanyador dins dels vint (20) dies següents. El període presidencial és de quatre (4) anys, començant el 27 de gener següent a la data de realitzades les eleccions generals.
Aquests són els presidents d'Hondures després de l'actual constitució.
| #                      | President              | President                  | Començament            | Final                  | Partit                 | Naixement-Mort         |
| Presidents (1982-2014) | Presidents (1982-2014) | Presidents (1982-2014)     | Presidents (1982-2014) | Presidents (1982-2014) | Presidents (1982-2014) | Presidents (1982-2014) |
| ---------------------- | ---------------------- | -------------------------- | ---------------------- | ---------------------- | ---------------------- | ---------------------- |
| 1                      |                        | Roberto Suazo Cordova      | 27 de gener de 1982    | 27 de gener de 1986    | Liberal                | (n. 1927)              |
| 2                      |                        | José Azcona del Hoyo       | 27 de gener de 1986    | 27 de gener de 1990    | Liberal                | (n. 1927 - m. 2005)    |
| 3                      |                        | Rafael Leonardo Callejas   | 27 de gener de 1990    | 27 de gener de 1994    | Nacionalista           | (n.1943)               |
| 4                      |                        | Carlos Roberto Reina       | 27 de gener de 1994    | 27 de gener de 1998    | Liberal                | n.1926 - m. 2003)      |
| 5                      |                        | Carlos Flores Facussé      | 27 de gener de 1998    | 27 de gener de 2002    | Liberal                | (n.1950-)              |
| 6                      |                        | Ricardo Rodolfo Maduro     | 27 de gener de 2002    | 27 de gener de 2006    | Nacional               | (n.1946-)              |
| 7                      |                        | José Manuel Zelaya Rosales | 27 de gener de 2006    | 28 de juny de 2009     | Liberal                | (n.1952-)              |
| 8                      |                        | Roberto Micheletti         | 28 de juny de 2009     | 27 de gener de 2010    | Liberal                | (n.1948-)              |
| 9                      |                        | Porfirio Lobo Sosa         | 27 de gener de 2010    | 27 de gener de 2014    | Nacional               | (n.1947-)              |
| 10                     |                        | Juan Orlando Hernández     | 27 de gener de 2014    | 27 de gener de 2022    | Nacional               | (n.1968-)              |
| 11                     |                        | Xiomara Castro             | 27 de gener de 2022    | actualitat             | Libertad y Refundación | (n.1959-)              |